# Бад-Зоден
Бад-Зоден (нем. Bad Soden am Taunus), устар. Соден — город-курорт в Германии, в земле Гессен. Пригород («спальный район») Франкфурта-на-Майне.
Подчинён административному округу Дармштадт. Входит в состав района Майн-Таунус. Население составляет 22 161 человека (на 31 декабря 2015 года). Занимает площадь 12,55 км². Официальный код — 06 4 36 001. Подразделяется на 3 городских района.
Помимо старого дома для курортников (курзала), Зоден примечателен домом, который построил эксцентричный австриец Хундертвассер. В XIX веке Соден был излюбленным местом отдыха русских помещиков. Об этом пишут Лев Толстой в «Анне Карениной» и Тургенев в «Вешних водах»:
Соден — небольшой городок в получасовом расстоянии от Франкфурта. Он лежит в красивой местности, на отрогах Таунуса, и известен у нас в России своими водами, будто бы полезными для людей с слабой грудью. Франкфуртцы ездят туда больше для развлечения, так как Соден обладает прекрасным парком и разными «виртшафтами», где можно пить пиво и кофе в тени высоких лип и кленов. Дорога от Франкфурта до Содена идёт по правому берегу Майна и вся обсажена фруктовыми деревьями.

## Города-побратимы
Бад-Зоден является городом-побратимом следующих городов (в скобках указан год заключения договора о сотрудничестве):
- фр. Rueil-Malmaison, Франция
- Кицбюэль, нем. Kitzbühel, Австрия (1984)
- Франтишкови-Лазне, чеш. Františkovy Lázně, нем. Franzensbad, Чехия
- англ. Yōrō, яп. 養老町, Япония (2004)